# Homolobus bohemani
Homolobus bohemani är en stekelart som först beskrevs av Simon Bengtsson 1918.  Homolobus bohemani ingår i släktet Homolobus och familjen bracksteklar. Arten är reproducerande i Sverige. Inga underarter finns listade i Catalogue of Life.